# Sphaerotherium kochii
Sphaerotherium kochii är en mångfotingart som beskrevs av Butler 1873. Sphaerotherium kochii ingår i släktet Sphaerotherium och familjen Sphaerotheriidae. Inga underarter finns listade i Catalogue of Life.